# Daniel Roth
Daniel François Roth (Mulhouse, 31 ottobre 1942) è un organista, compositore e insegnante francese.

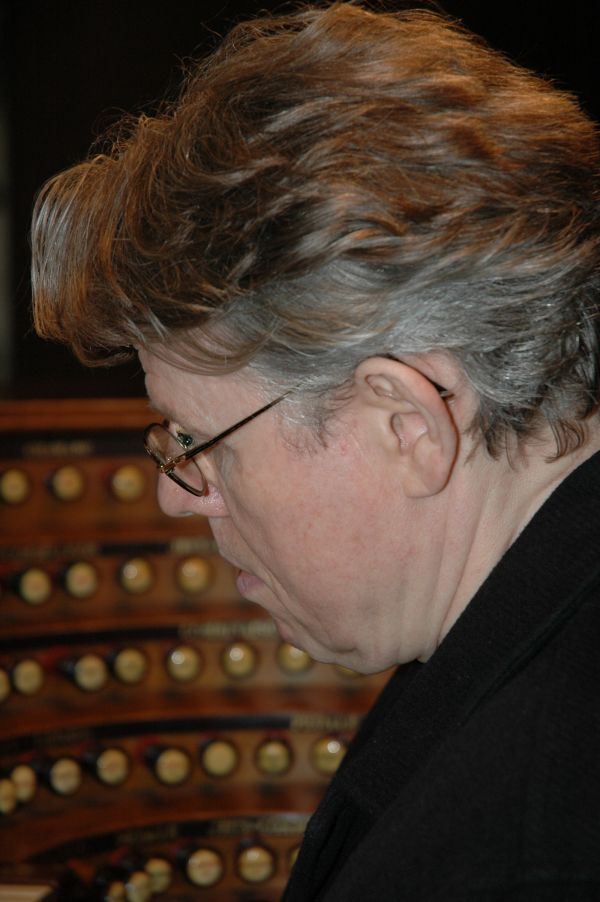
Daniel Roth alla console dell'organo della Chiesa di Saint-Sulpice di Parigi.

È titolare emerito dell'organo principale (grand-orgue) Cavaille-Coll della Chiesa di Saint-Sulpice a Parigi.

## Biografia

### Gli inizi
Roth iniziò il proprio percorso musicale frequentando il conservatorio della sua città natale, Mulhouse. Nel 1960 fece il proprio ingresso al conservatorio di Parigi dove ottenne il diploma con cinque primi premi in organo e improvvisazione (1963, classe di Rolande Falcinelli), armonia (1962, classe di Maurice Duruflé), contrappunto e fuga (1963, classe di Marcel Bitsch), e accompagnamento al pianoforte (1970, classe di Henriette Puit-Roget). Egli studiò inoltre organo con Marie-Claire Alain.
Daniel Roth è inoltre padre del direttore d'orchestra Francois-Xavier Roth e del violinista Vincent Roth.

### La carriera
Nel 1963, Daniel Roth divenne il sostituto di Rolande Falcinelli al grand'organo della Basilica del Sacro Cuore di Parigi dove le succedette nel 1973 come organista titolare, posizione che mantenne sino al 1985 quando venne nominato titolare dell'organo principale della chiesa di Saint Sulpice sempre a Parigi, incarico che in passato era stato attribuito a grandi organisti francesi come Charles-Marie Widor, Marcel Dupré e Jean-Jacques Grunenwald.
Dal 2023, dopo 38 anni di servizio, si è ritirato dal ruolo di organista titolare, assumendo il titolo di "organista emerito" di Saint Sulpice, dove continua comunque a suonare.
Daniel Roth aveva inoltre già vinto molte prestigiose competizioni organistiche come quella "Amis de l'orgue" ed il gran premio organistico e d'improvvisazione al concorso di Chartres del 1971.
Dal 1974 al 1976, Daniel Roth fu residente alla National Shrine of the Immaculate Conception e professore di organo alla Catholic University di Washington, D.C.. Egli ricoprì inoltre la cattedra di insegnante d'organo presso le università di Marsiglia (1974-1979), Strasburgo (1979-1988) e Saarbrücken (1988-1995). Dal 1995 al 2007 ha insegnato organo e improvvisazione all'Università Musicale di Francoforte ed è stato inoltre consulente per il nuovo organo acquistato dalla Luxembourg Philharmony.
Daniel Roth è cavaliere dell'Ordine della Legion d'Onore, nonché ufficiale dell'Ordre des Arts et des Lettres e "Honorary Fellow of the Royal College of Organists". Nel 2006 ha ricevuto il premio europeo per la musica sacra allo Schwäbisch Gmünd Festival (Germania).

## Composizioni

### Per organo solo
- Cinq Versets sur Veni Creator  (In: L'organiste liturgique n°53. Paris: Éditions Schola Cantorum)
- Évocation de la Pentecôte (composto nel 1979. Paris: Leduc, 1979/revised 1996, inédit)
- Final Te Deum (composto nel 1981. Kassel: Bärenreiter, 1993)
- Joie, Douleur et Gloire de Marie (composto nel 1990. London: Novello, 1990)
- Hommage à César Franck (composto nel 1990. Paris: Leduc, 1993)
- Après une Lecture... (composto nel 1993. In: 1er recueil d'œuvres pour orgue. Paris: Éditions Billaudot, 1993)
- Pour la nuit de Noël (composto nel 1993. Paris: Leduc, 1993):
  - Prélude "Veni, veni Emmanuel"
  - Communion
  - Postlude
- Triptyque - Hommage à Pierre Cochereau (composto nel 1995 Paris: Leduc, 1996):
  - Prélude
  - Andante
  - Toccata
- Introduction et Canzona (composto nel 1977-1990. Leutkirch/Allgäu: Pro Organo, 1992)
- Artizarra - Fantaisie sur un chant populaire basque, pour la fête de I'Epiphanie (composto nel 1999. Mainz: Schott, 2002)
- Petite Rhapsodie sur une chanson alsacienne (In: Elsässische Orgelmusik aus vier Jahrhunderten. Mainz: Schott, 1998)
- Livre d'orgue pour le Magnificat, Hommage au Facteur d'orgues Aristide Cavaillé-Coll:
  - Vol. 1 (Paris: Éditions Association Boëllmann-Gigout, 2007):
    - 1a. Magnificat
    - 1b. Et exsultavit
    - 2. Quia respexit
    - 3. Quia fecit
    - 4. Et misericordia
    - 5. Fecit potentiam

  - Vol. 2 (unpublished):
    - 6. Deposuit
    - 7. Esurientes
    - 8. Suscepit
    - 9. Sicut locutus est
    - 10. Gloria Patri
- Fantaisie fuguée sur Regina Caeli (Mainz: Schott, 2007)

### Pezzi per organo a quattro mani
- Diptyque (2009, non pubblicato):
  - Andante
  - Allegro giocoso

### Musica da camera
- Aïn Karim; Fantasia per flauto e organo (Mainz: Schott, 1998)
- Légende per oboe e piano (Paris: Éditions Billaudot)

### Lavori vocali
- Ave Maria per quattro voci eguali (Sampzon: Delatour France)
- In manus tuas Domine per SATB (St. Augustin: Butz-Verlag)
- Regina Caeli per voci miste (Sampzon: Delatour France)
- Reine du ciel a cappella (Strasbourg: Éditions Caecilia, 1977)
- Notre Père a cappella (Strasbourg: Éditions Caecilia, 1977)
- Messe brève - Missa Brevis per SATB coro e organo (Mainz: Schott, 2001):
  - Kyrie
  - Gloria
  - Sanctus
  - Agnus Dei
- In manus tuas per SATB coro e organo e accompagnamento ad libitum (St. Augustin: Butz-Verlag)
- Ego sum panis per SATB coro e organo (St. Augustin: Butz-Verlag)
- Missa de archangelis per SATB coro e organo (Sampzon: Delatour France):
  - Kyrie
  - Sanctus
  - Benedictus
  - Agnus Dei
- Dignare me o Jesu per solista, coro e organo (Sampzon: Delatour France)
- Gebt Zeugnis! per solista, coro e organo (Mainz: Schott)

### Orchestra
- Licht im Dunkel per organo, pianoforte e orchestra:
  - I. L'Espérance (poema per orchestra) (Mainz: Schott, 2005)
  - II. L'Amour (per organo, pianoforte e orchestra) (unpublished)
  - III. La Joie (Fantaisie for organ, piano and orchestra) (Mainz: Schott, 2007)

### Trascrizioni per organo
- César Franck: Interlude symphonique dall'oratorio "Rédemption" (Kassel: Bärenreiter, 1996)
- Camille Saint-Saëns: Scherzo da Six Duos op. 8 for harmonium e pianoforte (Paris: Éditions Jobert, 2001)
- César Franck: Symphony (non pubblicata)